# Xapuri
Xapuri este un oraș și o municipalitate din unitatea federativă Acre (AC) din Brazilia. La recensământul din 2007, localitatea Xapuri a avut o populație de 14,314 de locuitori. Localitatea Xapuri are suprafața de 5,251 km².